# Gironès
Gironés (spanyolul Gironés) járás (comarca) Katalóniában, Girona tartományban. Gironès Alt Empordà, Baix Empordà, Selva, Garrotxa és Pla de l’Estany comarcákkal határos.

## Települések
A települések utáni szám a népességet mutatja. Az adatok 2001 szerintiek.
- Aiguaviva - 496
- Bescanó - 3 309
- Bordils - 1 344
- Campllong - 311
- Canet d'Adri - 528
- Cassà de la Selva - 7 712
- Celrà - 2 731
- Cervià de Ter - 662
- Flaçà - 863
- Fornells de la Selva - 1 627
- Girona (sp. Gerona) - 94 484
- Juià - 267
- Llagostera - 5 186
- Llambilles - 486
- Madremanya - 197
- Quart - 2 362
- Salt - 21 238
- Sant Andreu Salou - 137
- Sant Gregori - 2 487
- Sant Joan de Mollet - 406
- Sant Jordi Desvalls - 634
- Sant Julià de Ramis - 2 098
- Sant Martí Vell - 204
- Sant Martí de Llémena - 459
- Sarrià de Ter - 3 708
- Vilablareix - 2 034
- Viladasens - 178